# Javid Tagiyev
Javid Tagiyev (en azéri : Cavid Tağıyev), né le 22 juillet 1992 à Tovuz (Azerbaïdjan), est un footballeur international azerbaïdjanais. Évoluant au poste de milieu offensif, il joue actuellement pour le Zirə FK.

## Biographie

### Carrière en club
Javid Tagiyev dispute 4 matchs en Ligue des champions, et 9 matchs en Ligue Europa avec le Qarabağ FK.

### Carrière en sélection
Javid Tagiyev compte deux sélections avec l'équipe d'Azerbaïdjan depuis 2015. 
Il est convoqué pour la première fois par le sélectionneur national Robert Prosinečki pour un match des éliminatoires de l'Euro 2016 contre Malte le 6 septembre 2015 (2-2).

## Palmarès
Avec le Qarabağ FK
- Champion d'Azerbaïdjan en 2015 et 2016
- Vainqueur de la Coupe d'Azerbaïdjan en 2015

## Statistiques
Le tableau ci-dessous récapitule les statistiques de Javid Tagiyev lors de sa carrière en club :
| Saison                | Club                  | Championnat           | Championnat | Championnat | Coupe(s) nationale(s) | Coupe(s) nationale(s) | Compétition(s) continentale(s) | Compétition(s) continentale(s) | Compétition(s) continentale(s) | Total | Total |
| Saison                | Club                  | Division              | M.          | B.          | M.                    | B.                    | Comp.                          | M.                             | B.                             | M.    | B.    |
| 2009-2010             | Turan Tovuz           | Premyer Liqası        | 4           | 1           | -                     | -                     | -                              | -                              | -                              | 4     | 1     |
| 2010-2011             | Turan Tovuz           | Premyer Liqası        | 16          | 1           | -                     | -                     | -                              | -                              | -                              | 16    | 1     |
| 2011-2012             | Turan Tovuz           | Premyer Liqası        | 15          | 1           | -                     | -                     | -                              | -                              | -                              | 15    | 1     |
| 2012-2013             | AZAL Bakou            | Premyer Liqası        | 26          | 5           | 1                     | 0                     | -                              | -                              | -                              | 27    | 5     |
| 2013-2014             | AZAL Bakou            | Premyer Liqası        | 26          | 1           | 1                     | 0                     | -                              | -                              | -                              | 27    | 1     |
| 2014-2015             | Qarabağ FK            | Premyer Liqası        | 29          | 2           | 4                     | 2                     | C3                             | 4                              | 0                              | 37    | 4     |
| 2015-2016             | Qarabağ FK            | Premyer Liqası        | 15          | 0           | 2                     | 1                     | C1+C3                          | 4+5                            | 0+0                            | 26    | 1     |
| 2016-2017             | Zirə FK               | Premyer Liqası        | 8           | 1           | 3                     | 0                     | -                              | -                              | -                              | 11    | 1     |
| Total sur la carrière | Total sur la carrière | Total sur la carrière | 139         | 12          | 11                    | 3                     | -                              | 13                             | 0                              | 163   | 15    |